# Saliciphaga acharis
Saliciphaga acharis är en fjärilsart som beskrevs av Butler 1879. Saliciphaga acharis ingår i släktet Saliciphaga och familjen vecklare. Inga underarter finns listade i Catalogue of Life.